# ギ酸—ホスホリボシルアミノイミダゾールカルボキサミドリガーゼ
ギ酸—ホスホリボシルアミノイミダゾールカルボキサミドリガーゼ(formate-phosphoribosylaminoimidazolecarboxamide ligase)またはホルムアミノイミダゾールカルボキサミドリボヌクレオチドシンテターゼ(5-formaminoimidazole-4-carboxamide ribonucleotide synthetase)はプリン塩基のde novo生合成に関わる酵素で、以下の化学反応を触媒するリガーゼである。
ATP + ギ酸 + 5-アミノ-1-(5-ホスホ-D-リボシル)イミダゾール-4-カルボキサミド{\displaystyle \rightleftharpoons } ADP + リン酸 + 5-ホルムアミド-1-(5-ホスホ-D-リボシル)イミダゾール-4-カルボキサミド

## 分布
古細菌に特徴的な酵素で、PurP遺伝子にコードされる単機能酵素である。

## 機能
プリン代謝において、AICARホルミルトランスフェラーゼを代替する。真核生物や細菌ではAICARホルミルトランスフェラーゼとIMPシクロヒドロラーゼが融合した2機能酵素が使われているが、古細菌では代わりに本酵素とIMPシクロヒドロラーゼがそれぞれ単機能酵素として機能している。